# Bring Me to Life
"Bring Me to Life" (tạm dịch: Hãy đưa tôi trở lại đời sống) là một ca khúc của ban nhạc rock Mỹ Evanescence. Do Amy Lee, Ben Moody, David Hodges viết nhạc và Dave Fortman sản xuất, bài hát còn có sự góp giọng từ khách mời Paul McCoy của ban nhạc 12 Stones. Wind-up phát hành "Bring Me to Life" vào năm 2003 làm đĩa đơn chính từ album đầu tay của Evanescence Fallen (2003). Ca khúc được mô tả là sự kết hợp của các thể loại nu metal, gothic metal và rap rock.
Theo lời của Lee, "Bring Me to Life" có những ý nghĩa và nguồn cảm hứng riêng biệt; đối tượng của nó là một vụ việc xảy ra trong một nhà hàng, sự phóng khoáng và đánh thức những thứ đang dần mất đi trong cuộc sống của nhân vật chính. Sau đó Lee tiết lộ rằng bài hát dựa trên cảm hứng người bạn lâu năm và chồng cô Josh Hartzler. Hầu hết những phản hồi với bài hát đều là tích cực: các nhà phê bình ca ngợi giai điệu của ca khúc, giọng hát của Lee và sự kết hợp giọng ca với McCoy.
Sau khi "Bring Me to Life" góp mặt trong phần nhạc nền phim Daredevill, bài hát trở thành một thành công cả về mặt thương mại lẫn đón nhận phê bình, đứng đầu các bảng xếp hạng ở Úc, Vương quốc Anh và Ý. Ca khúc nằm trong tốp mười ở hơn mười lăm quốc gia trong đó bao gồm Hoa Kỳ, Argentina, Đức và New Zealand. Bài hát được Hiệp hội Công nghiệp ghi âm Hoa Kỳ chứng nhận một đĩa bạch kim và Hiệp hội Công nghiệp ghi âm Úc chứng nhận hai đĩa bạch kim. Ca từ của bài hát được giải thích là một tiếng kêu gọi cho một cuộc sống mới trong Jesus, giúp nó được góp mặt trong các bảng xếp hạng Christian rock.
"Bring Me to Life" ban nhạc đoạt giải cho hạng mục Trình diễn hard rock xuất sắc nhất và một đề cử Bài hát rock hay nhất ở lễ trao giải Grammy lần thứ 46. Video âm nhạc đi kèm do Philipp Stölzl đạo diễn, trong đó có cảnh Amy Lee ca hát và leo trèo trên một tòa nhà cao tầng trong lúc gặp một cơn ác mộng trong phòng ngủ của cô. "Bring Me to Life" là một phần trong danh sách bài hát của Fallen và chuyến lưu diễn The Open Door Tour. Rất nhiều nghệ sĩ đã thu âm nhiều bản cover của bài hát này, bao gồm ca sĩ nhạc cổ điển Katherine Jenkins và nhạc công piano John Tesh. Ca khúc cũng được sử dụng trong một số chương trình truyền hình.

## Bối cảnh và phát hành
—Amy Lee nói về việc phát hành và thành công toàn cầu của bài hát.
Theo lời Amy Lee, ca khúc có một vài ý nghĩa, đầu tiên là nói về một sự cố ở một nhà hàng. Trong một cuộc phỏng vấn từ điểm dừng chân lưu diễn ở Tulsa, cô nói với tờ The Boston Phoenix: "Tôi lấy cảm hứng để viết nó khi một ai đó nói vài điều với tôi — tôi không biết anh ta, và tôi nghĩ anh ta có thể rất sáng suốt.[...] Tôi đang ở trong một mối quan hệ mà tôi cảm thấy hoàn toàn không hạnh phúc. Nhưng tôi vẫn đang giấu nó. Tôi đang hoàn toàn bị lạm dụng và tôi cố gắng để che đậy nó; thậm chí tôi sẽ chẳng thừa nhận điều đó với bản thân mình. Vì thế sau đó tôi đã nói khoảng 10 đến 15 từ với anh chàng này, người vốn là bạn của một người bạn. Chúng tôi đang chờ những người khác xuất hiện, rồi chúng tôi đi vào một nhà hàng và ngồi xuống một chiếc bàn. Rồi anh ấy nhìn và hỏi tôi, 'Cô có hạnh phúc không?'. Tôi cảm thấy tim mình đập nhanh, và tôi thấy như thể anh ấy hoàn toàn biết tôi đang nghĩ gì. Nhưng rồi tôi nói dối, tôi nói mình vẫn khỏe. Dù thế nào anh ấy cũng không thực sự sáng suốt lắm. Nhưng anh ấy là một nhà xã hội học." Lee cho biết trong một cuộc phỏng vấn với VH1: "Hãy cởi mở. Đó là làm thức tỉnh tất cả những điều bạn đã bỏ qua từ rất lâu. Một ngày có một người nói vài điều khiến trái tim của tôi đập loạn nhịp trong một giây và tôi nhận ra rằng trong nhiều tháng, tôi đã sống thờ ơ tê liệt, chỉ chạy theo đời sống". Trong một cuộc phỏng vấn với Blender, Lee tuyên bố rằng cô đã viết "Bring Me to Life" về người bạn lâu năm của cô, Josh Hartzler, người mà sau đó cô đã kết hôn vào năm 2007.
"Bring Me to Life" được phát hành ngày 22 tháng 4 năm 2003, làm đĩa đơn đầu tiên từ album đầu tay của ban nhạc Fallen. Chủ tịch kiêm CEO của Wind-up Entertainment Ed Vetri tiết lộ khi hãng đĩa đẩy bài hát lên sóng phát thanh, những người chủ sở hữu nói, "chúng tôi không chơi piano và trẻ con trên đài phát thanh rock". Tuy nhiên khi "Bring Me to Life" được phát hành trên nhạc phim Daredevil, các thính giả đã yêu cầu bản air play (tải nhạc) cho ca khúc. Đĩa đơn bao gồm "Farther Away" làm bài hát mặt B. Ấn bản đầu tiên của đĩa đơn tại Úc có chứa track "Missing" làm bài hát mặt B, nhưng nó đã được loại bỏ khỏi những ấn bản sau này và sau đó được phát hành làm track bonus trong album trực tiếp của ban nhạc Anywhere but Home. Một phiên bản acoustic được thu âm và phát hành trong đĩa DVD "Bring Me to Life". Một vài phiên bản khác của bài hát cũng được phát hành như bản phối lại, acoustic và phiên bản thay thế. Phiên bản trực tiếp xuất hiện trong đĩa DVD Anywhere but Home bao gồm tiếng piano và giọng ca solo trước phần giới thiệu ca khúc và có sự góp mặt biểu diễn của giọng ca khách mời John LeCompt.

## Thu âm và sáng tác

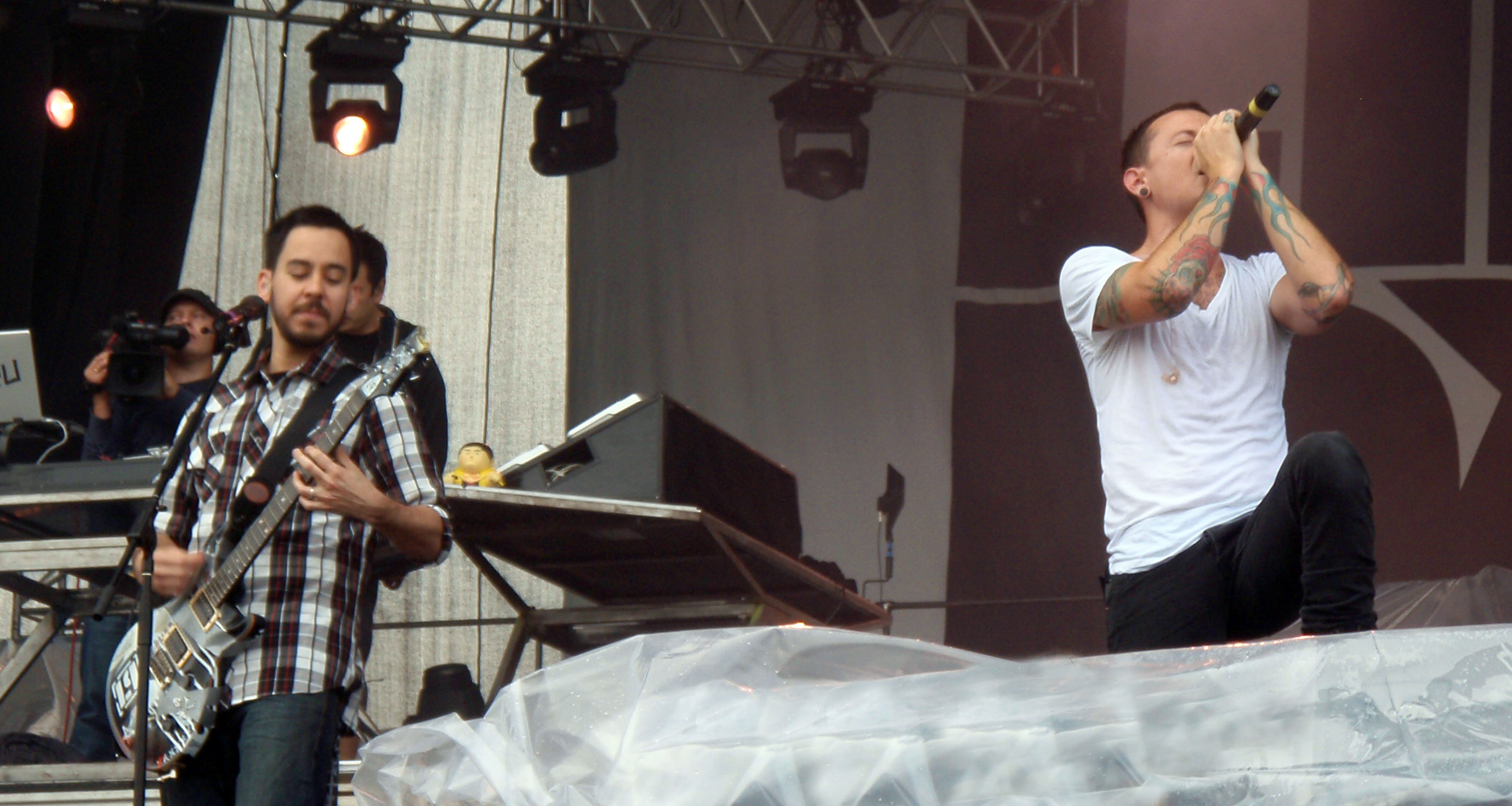
Các nhà phê bình cho rằng "Bring Me to Life" có âm thanh giống như những bài hát của ban nhạc rock Mỹ Linkin Park.

"Bring Me to Life" do Amy Lee, Ben Moody và David Hodges viết nhạc cho album phòng thu đầu tay của ban nhạc Fallen. Fallen bắt đầu được ghi âm ở phòng thu Ocean Studios ở Burbank, California, nơi phần lớn "Bring Me to Life" được thu âm trước quá trình sản xuất đầy đủ album. Ca khúc được phối nhạc bởi Jay Baumgardner trong phòng thu của anh, NRG Recording Studios nằm Bắc Hollywood trên một bộ SSL 9000 J. Một đoạn nhạc của đàn 22 dây được thu âm ở Seattle bởi Mark Curry. "Bring Me to Life" được phối nhạc ở Newman Scoring Stage và Bolero Studios, cả ở Los Angeles. Phần nhạc giao hưởng do David Hodges và David Campbell sắp xếp. Trong một cuộc phỏng vấn, Lee gợi lại rằng trong quá trình ghi âm bài hát có người nói với cô bài hát phải có giọng ca của nghệ sĩ nam: "Có người giới thiệu cho tôi là, 'Cô là một cô gái hát trong một ban nhạc rock, chẳng có gì như thế ngoài đó, sẽ chẳng ai nghe cô hát đâu. Cô cần một anh chàng tham gia và hát đệm để khiến bài hát thành công."
Theo bản nhạc do Alfred Music Publishing xuất bản trên trang website Musicnotes.com, "Bring Me to Life" được đặt trong một số chỉ nhịp và biểu diễn ở nhịp độ vừa phải 95 nhịp/phút. Ca khúc được viết ở nốt Mi thứ và phạm vi giọng ca của Lee chạy từ nốt A3 đến nốt D5. Trong ca khúc, Paul McCoy hát dòng ca từ "Wake me up/ I can't wake up/ Save me!" theo phong cách rap. Brian Orloff của St. Petersburg Times gọi bài hát là một "...'bản hit rất thành công', trong đó Lee hát câu 'Call my name and save me from the dark' trên cả tiếng ghita đầy mạnh mẽ." Ann Powers từ Milwaukee Journal Sentinel viết, "'Bring Me to Life' với ca từ mang tính kịch và tiếng ghita cứng giòn, mang nhãn hiệu của ban nhạc là quá nhiều chất nu-metal." Người viết Nick Catucci của tạp chí Blender gọi ca khúc là một "sự va chạm kết hợp của gothic và metal". Kristi Turnquist của The Oregonian gọi bài hát là một bản power ballad. Joe D'Angelo từ MTV lại viết rằng "...những tiếng riff dễ nhận thấy như "Going Under" và "Bring Me to Life" có thể gợi ý rằng... 'Nobody's Home' từ album phòng thu thứ hai của Avril Lavigne Under My Skin sẽ nghe giống như 'một bài hát của Evanescence với Avril mà không có giọng hát của Amy Lee."

## Đón nhận và giải thưởng
Theo tờ The Boston Globe, ca khúc "...là một bản mix gồm giọng ca cao thanh khiết của Lee, đoạn dạo nhạc piano và lớp ghiền răng cưa ghita mà van xin tầm nhìn của Sarah McLachlan trước Godsmack." Trong bài phê bình album phòng thu thứ hai của Evanescence The Open Door, Brendan Butler của Cinema Blend so sánh "Sweet Sacrifice" (2007) với "Bring Me to Life", gọi chúng là "...những bài hát phổ biến trên đài phát thanh." Jason Nahrung của The Courier-Mail gọi ca khúc là "...một sự gây chú ý lớn của mọi người". Adrien Bengrad của trang web PopMatters nói Lee và McCoy khiến "Bring Me to Life" nghe "...giống như một bản tình ca giữa một cô gái Lilith Fair và một anh chàng Ozzfest". Blair R. Fischer từ MTV News gọi bài hát là một ca khúc "...ghiền kim loại" giúp ban nhạc đoạt một giải Grammy. Joe D'Angelo gọi ca khúc là một "...bài khải hoàn ca tàn nhẫn bắt đầu là một sự tinh tế đầy ám ảnh" và viết rằng "giọng ca của Lee bay trên toàn bộ hỗn hợp có bùn đặc để giữ nó khỏi bị chìm vào sự tầm thường mệt mỏi."

## Diễn biến thương mại
"Bring Me to Life" có vị trí nằm trong tốp 10 của hơn 15 quốc gia và trong tốp 20 của một vài quốc gia, trở thành đĩa đơn thành công nhất của ban nhạc đến nay. Ca khúc được chứng nhận Bạch kim năm 2003 khi tiêu thụ hơn một triệu bản tại Hoa Kỳ. Bài hát đứng đầu các bảng xếp hạng Billboard Alternative Songs và Pop 100, đạt vị trí thứ năm trên Billboard Hot 100 cũng như đứng thứ tư trên Adult Pop Songs. Ban đầu ca khúc còn xếp hạng trong các bảng xếp hạng Christian rock vì ca từ của nó được giải thích là một lời kêu gọi cho cuộc đời mới trong Jesus bởi một số thính giả. "Bring Me to Life" xếp ở vị trí thứ 73 trong bảng xếp hạng những bài hát rock hay nhất thập niên 2000 của Billboard, đồng thời là bài hát duy nhất của ban nhạc do nữ hát chính trên bảng xếp hạng này. Ca khúc cũng đứng đầu trên các bảng xếp hạng của Úc, Bỉ, Ý và Vương quốc Anh. "Bring Me to Life" cũng xếp ở vị trí quán quân trên ARIA Singles Chart khi đứng ở vị trí này trong sáu tuần.
"Bring Me to Life" xếp hạng trong tốp 20 của mọi quốc gia mà nó phát hành. Ca khúc có bốn tuần đứng ở vị trí quán quân tại Vương quốc Anh và giúp Fallen đạt vị trí số một trên UK Albums Chart. Bài hát cũng đứng đầu bảng xếp hạng European Hot 100. Ngày 4 tháng 6 năm 2011, bài hát trở lại tốp đầu bảng xếp hạng UK Rock Singles Chart tám năm kể từ ngày phát hành, vẫn giữ vị trí quán quân trong hai tuần từ ngày 11 tháng 6 năm 2011 đến 25 tháng 6 năm 2011. Bài hát rơi xuống vị trí số hai và ở đây trong ba tuần vào ngày 17 tháng 7 năm 2011. "Bring Me to Life" trở lại vị trí số một lần nữa và ở đây trong ba tuần. Ca khúc vẫn có vị trí nằm trong tốp 10 tính đến tháng 10 năm 2011. Tính đến tháng 6 năm 2013, bài hát đã tiêu thụ hơn 615,500 bản tại Vương quốc Anh.

## Video âm nhạc
Video đi kèm "Bring Me to Life" do Philipp Stölzl đạo diễn. Sau thành công của video, Lee nhận được những lời đề nghị từ vài bộ phim. Nói về video, Stölzl nói, "Một mặt video đem lại phần hấp dẫn nhất của bài hát, cây cầu, sự song ca giữa chất giọng nam và nữ. Mặt khác nó mang lại nhạc nền phim ['Daredevil'] của ca khúc. Tôi đã không biết nếu tôi sử dụng cặp diễn viên đóng thế cho hầu hết các góc độ sẽ giúp tôi hạn chế rủi ro rất nhiều, nhưng hóa ra Amy đã tự thực hiện mọi cảnh quay, kể cả cảnh bám vào tay của Paul mà chẳng hề thấy mệt mỏi. Cuối cùng cô là người khiến cho cảnh quay thật sinh động."
Video bắt đầu khi Amy Lee mặc một chiếc áo ngủ, chân trần và đang ngủ trên giường trong một tòa nhà, mơ về việc rơi tự do bên dưới một tòa nhà chọc trời. Ngay khi điệp khúc bắt đầu, ban nhạc và Paul McCoy đang biểu diễn ở một phòng khác, còn Lee thức giấc và đi theo đường của cô tới cửa sổ. Lee trèo ra ngoài cửa sổ và leo lên tòa nhà đến khi cô đến được cửa sổ của căn phòng ban nhạc đang biểu diễn. Trong cây cầu, McCoy nhận thấy Lee và mở cửa sổ, làm cô mất thăng bằng và ngã nhưng bám được gờ đá. Trong suốt cây cầu và điệp khúc, McCoy cố gắng cứu Lee nhưng không thành công, khiến cô rơi khỏi tòa nhà. Tuy nhiên cuối đoạn video cô được chiếu khi vẫn đang ngủ trên giường của mình lần nữa.

## Trình diễn trực tiếp

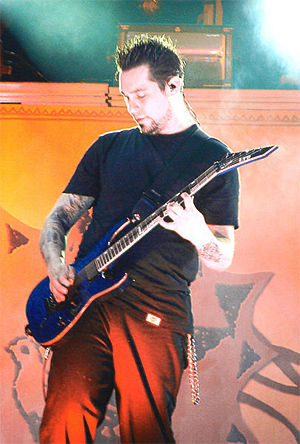
Trong buổi biểu diễn trực tiếp "Bring Me to Life", McCoy được thay thế bởi John LeCompt.

Evanescence trình diễn "Bring Me to Life" như một phần trong danh sách bài hát của Fallen và chuyến lưu diễn The Open Door Tour. Ban nhạc biểu diễn ca khúc ngày 13 tháng 8 năm 2003 tại Chicago trong chuyến lưu diễn Nintendo Fusion Tour của nhóm. Trong khi biểu diễn cựu tay ghita của Evanescence John LeCompt thay thế McCoy trong bài hát. Theo lời Blair R. Fischer: "Tay ghita đã làm một công việc thích hợp là bắt chước McCoy trong khi anh hạ sự sôi nổi của bài hát xuống và tiếng riff mang phong cách Iron Maiden." Ban nhạc cũng trình diễn "Bring Me to Life" ở Wantagh, New York vào ngày 23 tháng 7 năm 2004. Theo Joe D'Angelo từ MTV News: "...Sự nổi tiếng lớn của ca khúc chính là một danh sách tập hợp thông minh giúp đám đông hưởng ứng theo cách tương tự." Bài hát được biểu diễn ngày 21 tháng 11 năm 2007 tại WaMu Theater.

## Ảnh hưởng văn hóa
Evanescence ban đầu được quảng bá ở các cửa hàng Christian. Sau đó ban nhạc làm rõ rằng nhóm không muốn bị coi là một phần của thể loại Christian rock giống như những nghệ sĩ đồng nghiệp Creed. Vào tháng 4 năm 2003 chủ tịch của Wind-up Records, Alan Meltzer đã gửi một bức thư đến đài phát thanh Christian và những đại lý bán lẻ để giải thích rằng mặc dù "nền tảng tinh thần gây kích động sự chú ý và khó chịu trong cộng đồng Kitô giáo", Evanescence là "một ban nhạc thế tục cũng như cách nhìn âm nhạc của họ để giải trí." Sau đó anh viết, "Wind-up thực sự cảm thấy họ không còn ở những thị trường Christian nữa." Gần như ngay lập tức sau khi nhận thư, nhiều đài phát thanh Christian đã đẩy những ca khúc của Fallen, trong đó có "Bring Me to Life" ra khỏi danh sách bài hát của họ. Terry Hemmings, CEO của bộ phận tiết kiệm phân phối nhạc Christian bày tỏ sự bối rối về thái độ của ban nhạc khi phát biểu, "Họ hiểu rõ album sẽ được bán trên những kênh [nhạc Christian] này." Năm 2006, Amy Lee nói với Billboard rằng cô từng phản đối việc bị coi là một "ban nhạc Christian" từ khi mới thành lập. Cô còn cho biết thêm Moody có ủng hộ một chút trong khi với cô thì không.

## Thành viên thực hiện
Danh sách thành viên thực hiện từ những dòng ghi chú của Fallen.
- Amy Lee – viết nhạc, piano, hát chính
- Ben Moody – người viết nhạc, sản xuất, chơi ghita và bộ gõ
- David Hodges – viết nhạc, piano, keyboard, string arrangements
- Josh Freese – chơi trống
- Dave Fortman – sản xuất
- Francesco DiCosmo – Ghita bass
- David Campbell – additional string arrangements
- Graeme Revell – string arrangements, orchestral conduction

## Định dạng bài hát
| Đĩa CD quốc tế (7 tháng 4 năm 2003) - "Bring Me to Life" – 3:56 - "Bring Me to Life" (Bliss Mix) – 3:59 Đĩa CD Maxi quốc tế (14 tháng 4 năm 2003) - "Bring Me to Life" – 3:56 - "Bring Me to Life" (Bliss Mix) – 3:59 - "Farther Away" – 3:58 - Extras: "Bring Me to Life" (video âm nhạc) – 4:14 Đĩa CD tại Úc - "Bring Me to Life" – 3:56 - "Bring Me to Life" (Bliss Mix) – 3:59 - "Farther Away" – 3:58 - "Missing" – 4:15 Đĩa CD tại Pháp - "Bring Me to Life" – 3:56 - "Bring Me to Life" (Bliss Mix) – 3:59 | Đĩa đơn mặt bên tiếp theo (24 tháng 6 năm 2003) - "Bring Me to Life" – 3:56 - "Bring Me to Life" (Bliss Mix) – 3:59 - "Farther Away" – 3:58 - "Bring Me to Life" (video âm nhạc) – 4:14 DVD quốc tế (2 tháng 6 năm 2003) - "Bring Me to Life" (Video) - "Bring Me to Life" - "Bring Me to Life" (phiên bản Live acoustic) - "My Immortal" (phiên bản Live acoustic) - "Interview footage" Đĩa đơn cassette tại Anh - "Bring Me to Life" - "Farther Away" - "Bring Me to Life" (Bliss Mix) |

## Xếp hạng
| Xếp hạng (2003)                      | Vị trí cao nhất |
| ------------------------------------ | --------------- |
| Úc (ARIA)                            | 1               |
| Áo (Ö3 Austria Top 40)               | 3               |
| Bỉ (Ultratop 50 Flanders)            | 7               |
| Bỉ (Ultratop 50 Wallonia)            | 2               |
| Đan Mạch (Tracklisten)               | 2               |
| Europe (European Hot 100 Singles)    | 1               |
| Phần Lan (Suomen virallinen lista)   | 11              |
| Pháp (SNEP)                          | 5               |
| Germany (Official German Charts)     | 2               |
| Greece (IFPI Greece)                 | 3               |
| Ireland (IRMA)                       | 2               |
| Ý (FIMI)                             | 1               |
| Hà Lan (Dutch Top 40)                | 6               |
| New Zealand (Recorded Music NZ)      | 3               |
| Na Uy (VG-lista)                     | 2               |
| Romania (Romanian Top 100)           | 11              |
| Thụy Điển (Sverigetopplistan)        | 2               |
| Thụy Sĩ (Schweizer Hitparade)        | 6               |
| Anh Quốc (OCC)                       | 1               |
| UK Rock (Official Charts Company)    | 1               |
| Hoa Kỳ Billboard Hot 100             | 5               |
| Hoa Kỳ Adult Pop Airplay (Billboard) | 4               |
| Hoa Kỳ Alternative Songs (Billboard) | 1               |
| Hoa Kỳ Mainstream Rock (Billboard)   | 11              |
| Hoa Kỳ Pop Airplay (Billboard)       | 1               |

| Xếp hạng (2004–06)                    | Vị trí cao nhất |
| ------------------------------------- | --------------- |
| Canada (Canadian Singles Chart)       | 3               |
| Hoa Kỳ Digital Song Sales (Billboard) | 35              |

| Xếp hạng (2003)                       | Vị trí |
| ------------------------------------- | ------ |
| Hoa Kỳ (Australian Singles Chart)     | 6      |
| Úc (Australian Rock Singles Chart)    | 1      |
| Úc (Austrian Singles Chart)           | 22     |
| Bỉ - Belgian Singles Chart (Flanders) | 30     |
| Bỉ - Belgian Singles Chart (Wallonia) | 11     |
| Hà Lan (Dutch Top 40)                 | 52     |
| Ireland (Irish Singles Chart)         | 20     |
| Italian Singles Chart                 | 4      |
| New Zealand Singles Chart             | 22     |
| Swedish Singles Chart                 | 5      |
| Swiss Singles Chart                   | 13     |
| UK Singles Chart                      | 11     |
| US Billboard Hot 100                  | 10     |
| US Alternative Songs                  | 8      |
| US Mainstream Rock Tracks             | 39     |
| US Mainstream Top 40                  | 5      |

| Xếp hạng (2000–09)       | Vị trí |
| ------------------------ | ------ |
| Australian Singles Chart | 59     |
| US Alternative Songs     | 26     |
| US Rock Songs            | 73     |

### Chứng nhận
| Quốc gia                                                                           | Chứng nhận  | Số đơn vị/doanh số chứng nhận |
| ---------------------------------------------------------------------------------- | ----------- | ----------------------------- |
| Úc (ARIA)                                                                          | 2× Bạch kim | 140.000^                      |
| Pháp (SNEP)                                                                        | Vàng        | 250.000*                      |
| Đức (BVMI)                                                                         | Vàng        | 250.000^                      |
| Hy Lạp (IFPI Hy Lạp)                                                               | Vàng        | 10.000^                       |
| Ý (FIMI)                                                                           | Vàng        | 25.000*                       |
| Thụy Sĩ (IFPI)                                                                     | Vàng        | 20.000^                       |
| Anh Quốc (BPI)                                                                     | Bạch kim    | 615,000                       |
| Hoa Kỳ (RIAA)                                                                      | Bạch kim    | 1.000.000^                    |
| * Chứng nhận dựa theo doanh số tiêu thụ. ^ Chứng nhận dựa theo doanh số nhập hàng. |             |                               |